# Patsers
Patsers is een Belgische film uit 2025, geregisseerd en mede geschreven door Adil El Arbi en Bilall Fallah. De film is een sequel op Patser uit 2018. De hoofdrollen worden vertolkt door Matteo Simoni, Nora Gharib, Saïd Boumazoughe, Junes Lazaar en Jennifer Heylen.

## Verhaal
Adamo is na een aantal jaren nog sterker betrokken bij de cocaïnehandel, terwijl zijn jeugdvrienden, die inmiddels op het rechte pad zijn, geen contact meer met hem willen hebben. Jana, de nieuwe chef van de KALI-drugseenheid, zit hem echter op de hielen. Wanneer iemand dicht bij hen omkomt bij een aanslag, komen de vrienden weer samen om wraak te nemen.

## Rolverdeling
| Acteur               | Personage           |
| -------------------- | ------------------- |
| Matteo Simoni        | Adamo               |
| Nora Gharib          | Badia               |
| Saïd Boumazoughe     | Volt                |
| Junes Lazaar         | Junes               |
| Pommelien Thijs      | Femke Vermaelen     |
| Jennifer Heylen      | Jana                |
| Soundos El Ahmadi    | Tante Mounja        |
| Ward Kerremans       | Barabas             |
| Louis Talpe          | Vincent             |
| Joey Kwan            | Kiki                |
| Greg Timmermans      | Lars                |
| Johan Albert         | JC                  |
| Geert Van Rampelberg | burgemeester Caster |
| Tania Kloek          | Frieda Van Halen    |
| Jeroen Van der Ven   | Eduard Verbrugghe   |
| Yolanthe Cabau       | Evita               |
| Ruben Van Der Meer   | Dzjengis Kahn       |
| Nawfel Bardad-Daidj  | Mohammed Ibrahimi   |

## Productie
In 2019 maakte het regisseursduo Adil El Arbi en Bilall Fallah al bekend dat er een vervolg zou komen op hun Vlaams kassucces Patser (2018), maar door de coronapandemie en hun filmwerk in Hollywood werd het project uitgesteld. Begin juli 2024 werd bekendgemaakt door filmdistributeur The Searchers dat de filmopnames voor de vervolgfilm, met dezelfde vier hoofdpersonages van start zouden gaan in Antwerpen. Jennifer Heylen zou de hoofdrol van Jana spelen. Eind juli 2024 werd bekendgemaakt dat Pommelien Thijs, Soundos El Ahmadi, Ward Kerremans, Louis Talpe en Joey Kwan deel zouden uitmaken van de cast. De eerste trailer verscheen op 30 oktober 2024.

### Filmopnames
De filmopnames gingen op 22 juli 2024 van start in Antwerpen en duurden tot einde september. Er werd ook gefilmd in Nederland en Dubai.

## Release en ontvangst
Patsers ging op 17 februari 2025 in première in Kinepolis, Antwerpen.
De film was een succes aan de kassa met op de eerste 10 dagen 100.000 bezoekers in de bioscoop.